# Rudakij (Distrikt)
Rudakij (tadschikisch Рӯдакӣ) ist ein Distrikt in Tadschikistan. Der Distrikt untersteht direkt der Zentralregierung und gehört den „der Republik unterstellten Bezirken“. Der Hauptort des Distriktes ist die Siedlung Somonijon (tadschikisch Сомониён), ein südlicher Vorort der tadschikischen Hauptstadt Duschanbe mit etwa 22600 Einwohnern.
Hier befindet sich ein Ausbildungszentrum für den Grenzschutz.
Der von 1970 bis 2003 Lenin genannte Distrikt erhielt seinen heutigen Namen zu Ehren des Nationaldichters Rudaki.